# Kuria District
Kuria District war ein Distrikt in der Provinz Nyanza in Kenia. Die Distriktshauptstadt war Kehancha. Bis 1993 gehörte das Gebiet zum Migori District. Im Südosten grenzte der Distrikt an Tansania. Kuria District unterteilte sich in fünf Divisionen, Kehanancha, Masaba, Kegonga, Mabera und Ntimaru und bildete einen Wahlbezirk. Im Kuria District lebten viele Angehörige der gleichnamigen ethnischen Gruppe.
Im Rahmen der Verfassung von 2010 wurden die kenianischen Distrikte aufgelöst. Das Gebiet gehört heute zum Migori County.

## Wirtschaft
Die Menschen im Kuria District lebten von der Landwirtschaft und der Fischerei im Victoriasee. Es wurden hauptsächlich Kaffee, Mais, Tabak und Zuckerrohr angebaut. Die Viehzucht konzentrierte sich auf Rinder.

## Bildung
Der Kuria District verfügte 2005 über 164 Primary Schools und 17 Secondary Schools.

## Gesundheitswesen
Der Distrikt verfügte über ein Krankenhaus und acht Gesundheitszentren. Auf einen Arzt kamen knapp 57.000 Patienten. Es wurden hauptsächlich Malaria, Atemwegsinfektionen und Durchfallerkrankungen behandelt. Die HIV-Prävalenz betrug 13 %. Die Säuglingssterblichkeit lag 2000 bei 9,4 %, 12,7 % der Kinder starben vor ihrem 5. Geburtstag. Im Kuria District fand trotz des offiziellen Verbotes nach wie vor im November und Dezember die Beschneidung weiblicher Genitalien statt. Die kenianische Frauenvereinigung Maendeleo Ya Wanawake ging davon aus, dass täglich bis zu 200 Mädchen beschnitten wurden. Seit Juni 2000 arbeitete die Deutsche Gesellschaft für Technische Zusammenarbeit im Kuria District vor Ort mit dem District Health Management zusammen, um den Aktionsplan zur Abschaffung der weiblichen Beschneidung umzusetzen.